# Дажница
Дажница је насељено мјесто у општини Дервента, Република Српска, БиХ. Према попису становништва из 2013. у насељу је живјело 64 становника.

## Географија
Налази се на 218-295 метара надморске висине, површине 4,12 км², удаљено око 10 км од општинског центра. Сједиште је истоимене мјесне заједнице. Разбијеног је типа, а засеоци су: Дажнице, Толићи-Мајићи и Ћорлуке. Смјештено је на брежуљкастом терену. Рељеф чине благе падине, које се спуштају према потоку Дажница, који се формира од извора Поповача. Највећи дио атара пољопривредно се обрађивао, па су до рата Одбрамбено-отаџбинског рата 1992—1995. вегетацију чиниле пољопривредне културе, а касније је дио зарастао у шибље и коров. Веће шумско подручје је Матошевац. Кроз атар пролази пут Дервента—Осиња.

## Историја
Село се помиње у другој половини XVIII вијека. У Другом свјетском рату погинула су три цивила. Педесетих година ХХ вијека, центар општине Модран (данас сусједно село) налазио се дијелом и у Дажници, у којој су постојали ветеринарска станица, кафана, посластичарница и магацини. Ускотрачна пруга Босански Брод—Сарајево, изграђена 1879, пролазила је кроз сеоски атар и била активна до 1968. године. За Основну школу "Братство-јединство", која је дотад била у Модрану, изграђена је 1969. нова зграда у Дажници, а 1981. добила је и спортску дворану. Школа је девастирана у Одбрамбено-отаџбинском рату 1992—1995. и отад не ради. Читаоница је отворена 1970. године. У селу постоје двије католичке капеле и старо "кужино гробље". Најближа католичка црква и гробље су у селу Модран, а православна црква и гробље су у селу Велика Сочаница. Мјештани су били познати по производњи цигле. Електрификација села завршена је 1968, прикључено је на градски водовод средином седамдесетих година ХХ вијека, а телефонске прикључке добило је средином осамдесетих година. Телефонска мрежа уништена је у рату 1992—1995.

## Становништво
Дажница је 1895. пописана као заселак села Модран; 1910. као засебно село, а имала је 37 домаћинстава и 222 становника (217 католика, четири гркокатолика и један православац); 1948
- 357 становника; 1961 - 393; 1991 - 252 (246 Хрвата и осам Срба); 2013 - 15 домаћинстава и 64 становника. Према подацима са терена, 2018. у селу је стално било настањено седам становника у три домаћинства (хрватска породица Зирдум и српске Марјановић и Цвјетковић, које славе Ђурђевдан).
| Демографија | Демографија | Демографија |
| Година      | Становника  | Становника  |
| ----------- | ----------- | ----------- |
| 1910.       | 222         |             |
| 1948.       | 357         |             |
| 1961.       | 393         |             |
| 1991.       | 255         |             |
| 2013.       | 64          |             |